# Alexander Knox (skådespelare)
Alexander Knox, född 16 januari 1907 i Strathroy, Ontario, död 25 april 1995 i Berwick-upon-Tweed, England, var en kanadensisk skådespelare. Knox tilldelades en Golden Globe för sin roll som president Woodrow Wilson i filmen Wilson 1944. Han Oscarnominerades också för rollen.

## Filmografi, urval
- 1941 – Varg-Larsen
- 1942 – Över allt förnuft
- 1944 – Ingen skall undkomma
- 1944 – Wilson
- 1946 – Att offra allt
- 1948 – En kvinna för mycket
- 1952 – Den stora kärleken
- 1956 – Han gav sig aldrig
- 1958 – Vikingarna
- 1959 – Operation Amsterdam
- 1962 – Den längsta dagen
- 1964 – Mannen i mitten
- 1964 – Dubbelspel
- 1967 – Man lever bara två gånger (ej krediterad)
- 1971 – Nikolaus och Alexandra